# Campionati del mondo di duathlon long distance del 2012
I Campionati del mondo di duathlon long distance del 2012  (XIV edizione) si sono tenuti a Zofingen, Svizzera in data 2 settembre 2012.
La gara maschile è stata vinta - per la quarta volta dopo le edizioni del 2007, 2008 e 2011 - dal belga Joerie Vansteelant, mentre quella femminile dalla svedese Eva Nyström.

## Risultati

### Élite uomini
| Pos. | Atleta               | Paese       | Corsa   | Bici    | Corsa   | Totale  |
| ---- | -------------------- | ----------- | ------- | ------- | ------- | ------- |
|      | Joerie Vansteelant   | Belgio      | 0:30:32 | 3:43:00 | 1:52:21 | 6:07:58 |
|      | Rob Woestenborghs    | Belgio      | 0:30:28 | 3:43:02 | 1:56:56 | 6:12:34 |
|      | Soren Bystrup        | Danimarca   | 0:30:33 | 3:55:12 | 1:53:42 | 6:21:38 |
| 4    | Thibaut Humbert      | Francia     | 0:30:42 | 3:55:05 | 1:56:00 | 6:23:52 |
| 5    | Beat Ritter          | Svizzera    | 0:31:45 | 3:55:04 | 1:57:22 | 6:26:40 |
| 6    | Anthony Le Duey      | Francia     | 0:30:32 | 3:59:51 | 2:01:34 | 6:34:19 |
| 7    | Eneas Freyre         | Stati Uniti | 0:31:46 | 3:58:18 | 2:01:38 | 6:34:26 |
| 8    | Jochen Neyrinck      | Belgio      | 0:33:15 | 4:01:51 | 1:58:48 | 6:36:19 |
| 9    | David Duquesnoy      | Francia     | 0:30:33 | 4:02:21 | 2:01:35 | 6:37:14 |
| 10   | Esben Kaczmarek      | Danimarca   | 0:32:40 | 4:04:46 | 2:00:47 | 6:40:45 |
| 11   | Stefan Wrzaczek      | Austria     | 0:32:14 | 4:01:44 | 2:06:11 | 6:42:30 |
| 12   | Wim Nieuwkerk        | Paesi Bassi | 0:31:45 | 4:00:51 | 2:12:13 | 6:47:05 |
| 13   | Kenneth Poulsen      | Danimarca   | 0:32:12 | 4:03:08 | 2:11:24 | 6:49:23 |
| 14   | Ueli Bieler          | Svizzera    | 0:32:59 | 4:13:57 | 2:01:52 | 6:52:00 |
| 15   | Raimond van der Boom | Paesi Bassi | 0:32:43 | 4:16:35 | 2:03:47 | 6:55:37 |
| 16   | Marc Widmer (1980)   | Svizzera    | 0:32:04 | 4:07:27 | 2:14:57 | 6:56:56 |
| 17   | Grigoris Skoularikis | Grecia      | 0:32:48 | 4:13:44 | 2:11:18 | 7:00:47 |
| 18   | Laurent Martinou     | Francia     | 0:33:21 | 4:22:40 | 2:12:00 | 7:10:40 |
| 19   | Josh Beck            | Stati Uniti | 0:32:22 | 4:21:12 | 2:18:01 | 7:16:14 |
| 20   | Sebastian Retzlaff   | Germania    | 0:34:21 | 4:00:13 | 2:39:33 | 7:17:23 |
| 21   | Matt Moorhouse       | Regno Unito | 0:31:46 | 4:02:07 | 3:10:36 | 7:47:26 |
| 22   | Rohan Kennedy        | Sudafrica   | 0:33:44 | 5:19:11 | 2:14:09 | 8:09:43 |

### Élite donne
| Pos. | Atleta                       | Paese         | Corsa   | Bici    | Corsa   | Totale  |
| ---- | ---------------------------- | ------------- | ------- | ------- | ------- | ------- |
|      | Eva Nyström                  | Svezia        | 0:35:45 | 4:20:00 | 2:07:22 | 7:05:48 |
|      | Lucy Gossage                 | Regno Unito   | 0:34:54 | 4:27:30 | 2:05:02 | 7:10:09 |
|      | May Kerstens                 | Paesi Bassi   | 0:35:06 | 4:38:15 | 2:09:27 | 7:25:25 |
| 4    | Karin Gerber                 | Svizzera      | 0:39:54 | 4:29:06 | 2:20:10 | 7:32:37 |
| 5    | Simone Helfenschneider-Ofner | Austria       | 0:37:17 | 4:39:56 | 2:13:40 | 7:33:17 |
| 6    | Maja Jacober                 | Svizzera      | 0:39:38 | 4:35:08 | 2:16:03 | 7:34:02 |
| 7    | Melanie Burke                | Nuova Zelanda | 0:35:11 | 4:41:36 | 2:20:46 | 7:40:40 |
| 8    | Susanne Svendsen             | Danimarca     | 0:35:04 | 4:44:47 | 2:21:53 | 7:44:51 |
| 9    | Natascha Schmitt             | Germania      | 0:36:30 | 4:49:14 | 2:17:19 | 7:46:28 |
| 10   | Katrin Esefeld               | Germania      | 0:36:35 | 4:51:27 | 2:17:07 | 7:48:15 |
| 11   | Tineke van den Berg          | Paesi Bassi   | 0:38:07 | 4:49:13 | 2:23:12 | 7:53:27 |
| 12   | Jessica Jarz                 | Austria       | 0:37:41 | 4:54:15 | 2:22:12 | 7:57:24 |
| 13   | Kristina Lapinova            | Slovacchia    | 0:37:39 | 4:58:27 | 2:29:39 | 8:08:48 |
| 14   | Cynthia Suard                | Francia       | 0:40:05 | 5:04:13 | 2:42:45 | 8:30:06 |
| 15   | Annamaria Halasz             | Ungheria      | 0:39:39 | 5:04:32 | 2:49:14 | 8:36:58 |